# Cerastium hintoniorum
Cerastium hintoniorum är en nejlikväxtart som beskrevs av Billie Lee Turner. Cerastium hintoniorum ingår i släktet arvar, och familjen nejlikväxter. Inga underarter finns listade i Catalogue of Life.